# 2013年美国联邦政府关闭事件
由于美国国会没有通过2014會計年度的预算拨款，美国联邦政府在2013年10月1日进入部分关闭状态。除了国家安全等基本职能外，其餘机构进入服务暂停状态。联邦政府有约80万雇员进入强迫休假状态，另外有130万雇员进入无薪工作状态，直到2013年10月16日拨款法案获得通过为止。美国联邦政府上一次关闭事件发生在1995年12月16日，持续了21天，到1996年1月6日为止。

## 背景
《美國憲法》要求联邦政府花費必須由美國國會批准。
一些政府機構如聯邦儲蓄銀行完全自籌基金，不受影響，但是其他政府機構，如社會安全部和醫療部門為部份自籌資金，其行政部門可能受到影響，政府可能無法滿足其財政要求。這些機構的有些項目每隔幾年投資一次，有些項目每年都需進行投資。
自1990年代起，規定政府支出的法律名為「撥款法案」（appropriations legislation）。

## 前期事件
2013年一月，來自德克薩斯州的共和黨員參議院約翰·克寧（John Cornyn）寫到，「可能需要關閉部份政府以保證我國長期的財政穩定，而不是跟著希臘、意大利、西班牙重蹈覆轍。」

## 事件結束
白宫於2013年10月17日凌晨宣布，美国总统巴拉克·奥巴马将国会参众两院於16日晚通过的联邦政府临时拨款议案签署成为法律，同时，国会参众两院调高聯邦政府公共债务上限，意味着美國联邦政府非核心部门的关门风波结束。惟之前，共和黨參議員泰德·克魯茲發表長達21小時的冗長辯論以反對奧巴馬醫保，成為全國焦點。